# Bádoki református templom
A bádoki református templom műemlékké nyilvánított templom Romániában, Kolozs megyében. A romániai műemlékek jegyzékében a CJ-II-m-B-07523 sorszámon szerepel.